# Giovinazzo
Giovinazzo (Scevenazzo
[ʃəvəˈnattsə] in dialetto giovinazzese) è un comune italiano di 19 082 abitanti della città metropolitana di Bari in Puglia.

## Geografia fisica

### Territorio
Il territorio è prevalentemente pianeggiante sulla fascia costiera ma con continua pendenza in ascesa dal mare verso le zone interne, mentre spostandosi verso l'interno si incontrano i primi pendii dell'entroterra murgiano. L'altimetria del comune varia da 1 a 160 m s.l.m. La casa comunale si trova a 7 metri di altitudine.
Il territorio amministrativo comprende le frazioni San Matteo, Le Macchie e Sette Torri; le prime due si trovano rispettivamente a 5.2 km e 6.8 km dal centro abitato, sulla litoranea sud verso Bari e sono principalmente località balneari ricche di lidi; Sette Torri, invece, è un borgo medioevale che sorge su una collina, a 142 m s.l.m. a 6.5 km dal centro cittadino; frequentato solitamente nella stagione estiva, è conosciuto dagli abitanti del luogo per la vista dall'alto sulla città di Giovinazzo e in parte anche su quelli di Molfetta e Bitonto.

### Clima
- Classificazione climatica[5]:
  - Zona climatica C;
  - Gradi giorno 1190

Secondo la classificazione dei climi di Köppen, Giovinazzo appartiene alla fascia Csa ossia ai clima temperati delle medie latitudini. In particolare la città di Giovinazzo è caratterizzata da un clima tipicamente mediterraneo, con inverni miti-continentali ed estati calde, lunghe e molto spesso umide. Le escursioni termiche sono contenute dall'azione mitigatrice marina, poiché è spesso interessata da venti a regime di brezza. Tuttavia, a volte gli sbalzi di temperatura possono essere repentini e notevoli, a causa degli improvvisi acquazzoni, solitamente di breve durata, che periodicamente colpiscono la cittadina, dando qualche sollievo all'economia rurale, storicamente assetata di acqua. Nei mesi invernali la città è spesso influenzato dalle correnti fredde balcaniche di provenienza nord-orientale che determinano precipitazioni a carattere nevoso, di solito senza accumuli significativi,con frequenza di almeno 2-3 episodi annuali. I più recenti eventi nevosi degni di nota risalgono al 6-7-8 gennaio 2017 quando in città caddero oltre 30 cm di neve (accumuli eolici vicini ai 40 cm), 31 dicembre 2014 con 15 cm, 15 dicembre 2007 con 20 cm e quello del 2 gennaio 1993 con oltre 25 cm. Altri eventi nevosi degni di nota sono quelle del 1929-1935-1947-1956-1963-1979-1981-1987- 1996-1999-2003, in cui caddero mediamente sulla città circa 20 cm di neve .Le precipitazioni medie annue si attestano a 570 mm con minimo in estate, picco massimo in autunno e massimo secondario in inverno per gli accumuli totali stagionali.
| GIOVINAZZO                      | Mesi        | Mesi        | Mesi        | Mesi        | Mesi        | Mesi        | Mesi        | Mesi        | Mesi        | Mesi        | Mesi        | Mesi        | Stagioni | Stagioni | Stagioni | Stagioni | Anno  |
| GIOVINAZZO                      | Gen         | Feb         | Mar         | Apr         | Mag         | Giu         | Lug         | Ago         | Set         | Ott         | Nov         | Dic         | Inv      | Pri      | Est      | Aut      | Anno  |
| ------------------------------- | ----------- | ----------- | ----------- | ----------- | ----------- | ----------- | ----------- | ----------- | ----------- | ----------- | ----------- | ----------- | -------- | -------- | -------- | -------- | ----- |
| T. max. media (°C)              | 11,1        | 11,7        | 13,7        | 16,9        | 21,2        | 24,8        | 27,4        | 27,3        | 24,4        | 20,0        | 15,8        | 12,5        | 11,8     | 17,3     | 26,5     | 20,1     | 18,9  |
| T. min. media (°C)              | 4,4         | 4,3         | 5,8         | 8,1         | 12,4        | 16,2        | 18,8        | 18,9        | 15,8        | 12,1        | 8,1         | 5,7         | 4,8      | 8,8      | 18,0     | 12,0     | 10,9  |
| T. max. assoluta (°C)           | 24,0 (1979) | 24,0 (1990) | 27,2 (1977) | 32,6 (1985) | 39,1 (1994) | 48,6 (2007) | 45,1 (2007) | 44,8 (1994) | 39,0 (1988) | 35,2 (1979) | 26,8 (2000) | 23,0 (1989) | 24,0     | 39,1     | 48,6     | 39,0     | 48,6  |
| T. min. assoluta (°C)           | −6,9 (1993) | −4,0 (1979) | −3,7 (1987) | −1,0 (1988) | 4,3 (1987)  | 6,8 (1986)  | 11,8 (1971) | 11,8 (1976) | 7,4 (1979)  | 3,0 (1972)  | −1,0 (1977) | −2,6 (1976) | −6,9     | −3,7     | 6,8      | −1,0     | −6,9  |
| Giorni di calura (Tmax ≥ 30 °C) | 0           | 0           | 0           | 0           | 0           | 5           | 11          | 12          | 3           | 0           | 0           | 0           | 0        | 0        | 28       | 3        | 31    |
| Giorni di gelo (Tmin ≤ 0 °C)    | 2           | 2           | 1           | 0           | 0           | 0           | 0           | 0           | 0           | 0           | 0           | 1           | 5        | 1        | 0        | 0        | 6     |
| Precipitazioni (mm)             | 53,7        | 64,2        | 42,0        | 40,5        | 34,9        | 23,3        | 25,4        | 30,4        | 59,7        | 61,5        | 72,7        | 54,3        | 172,2    | 117,4    | 79,1     | 193,9    | 562,6 |
| Giorni di pioggia               | 7           | 8           | 7           | 6           | 5           | 4           | 3           | 4           | 5           | 6           | 8           | 7           | 22       | 18       | 11       | 19       | 70    |
| Giorni di nebbia                | 2           | 2           | 1           | 0           | 0           | 0           | 0           | 0           | 0           | 0           | 0           | 0           | 4        | 1        | 0        | 0        | 5     |
| Umidità relativa media (%)      | 79          | 76          | 75          | 69          | 69          | 66          | 65          | 67          | 73          | 78          | 80          | 80          | 78,3     | 71       | 66       | 77       | 73,1  |

## Storia

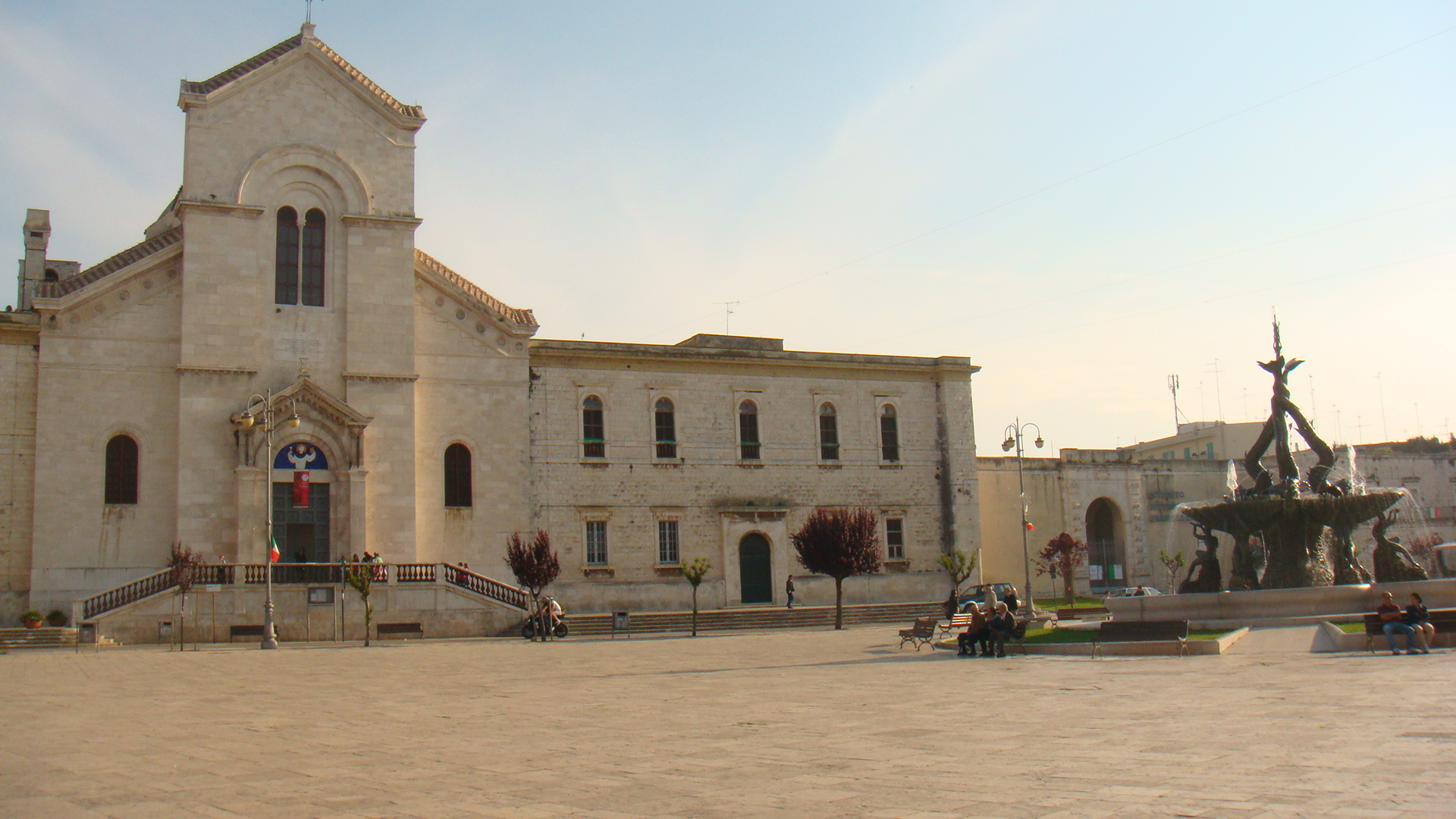
Piazza Vittorio Emanuele II e fontana dei Tritoni con alle spalle la chiesa di San Domenico

Si ritiene che un primo insediamento nel territorio esistesse già nel IV sec. a.C. Una leggenda vuole che sia stato Perseo, figlio di Giove, a fondare 'Jovis natio'. Giovinazzo è presente nella Tabula Peutingeriana con il nome di Natiolum.
Era (Natiolum) un piccolo centro in età romana, forse sorto sulle rovine della Netium peuceta rasa al suolo durante le guerre puniche. 
Per tutto il primo millennio fu solo un villaggio di pescatori, marinai e commercianti. Fu sede di un gastaldato longobardo dalla conquista longobarda nel VII secolo fino al ritorno dei bizantini al Mezzogiorno nel X-XI secolo. Fu contesa fra longobardi e bizantini fino alla conquista normanna diventando un importante castrum normanno sotto il regno di Roberto il Guiscardo.

Nel 1257 Manfredi la donò al parente Giordano Lancia. In seguito passò ai Del Balzo di Ugento durante il Regno degli Aragona. Ai Del Balzo e agli Aragona si deve il rinnovamento della cinta muraria con l'inserimento delle 'rondelle' (torrioni cilindrici), forse su disegno di Giuliano da Maiano e Francesco di Giorgio Martini. Passata sotto il dominio spagnolo, Carlo V la vendette a Ferdinando di Capua, duca di Termoli. Passata ai Gonzaga, fu venduta a Nicolò Giudice Caracciolo, principe di Cellamare nel 1651. I principi Giudice furono ultimi padroni di Giovinazzo e Terlizzi fino a quando, morta nel 1770 l'ultima erede, donna Eleonora Giudice, il feudo di Giovinazzo e Terlizzi fu devoluto alla Regia Corte, fino all'abolizione nel 1806 della feudalità.

### Simboli
Lo stemma di Giovinazzo è stato riconosciuto con decreto del capo del governo del 28 novembre 1932.
Il gonfalone è un drappo partito di verde e di bianco

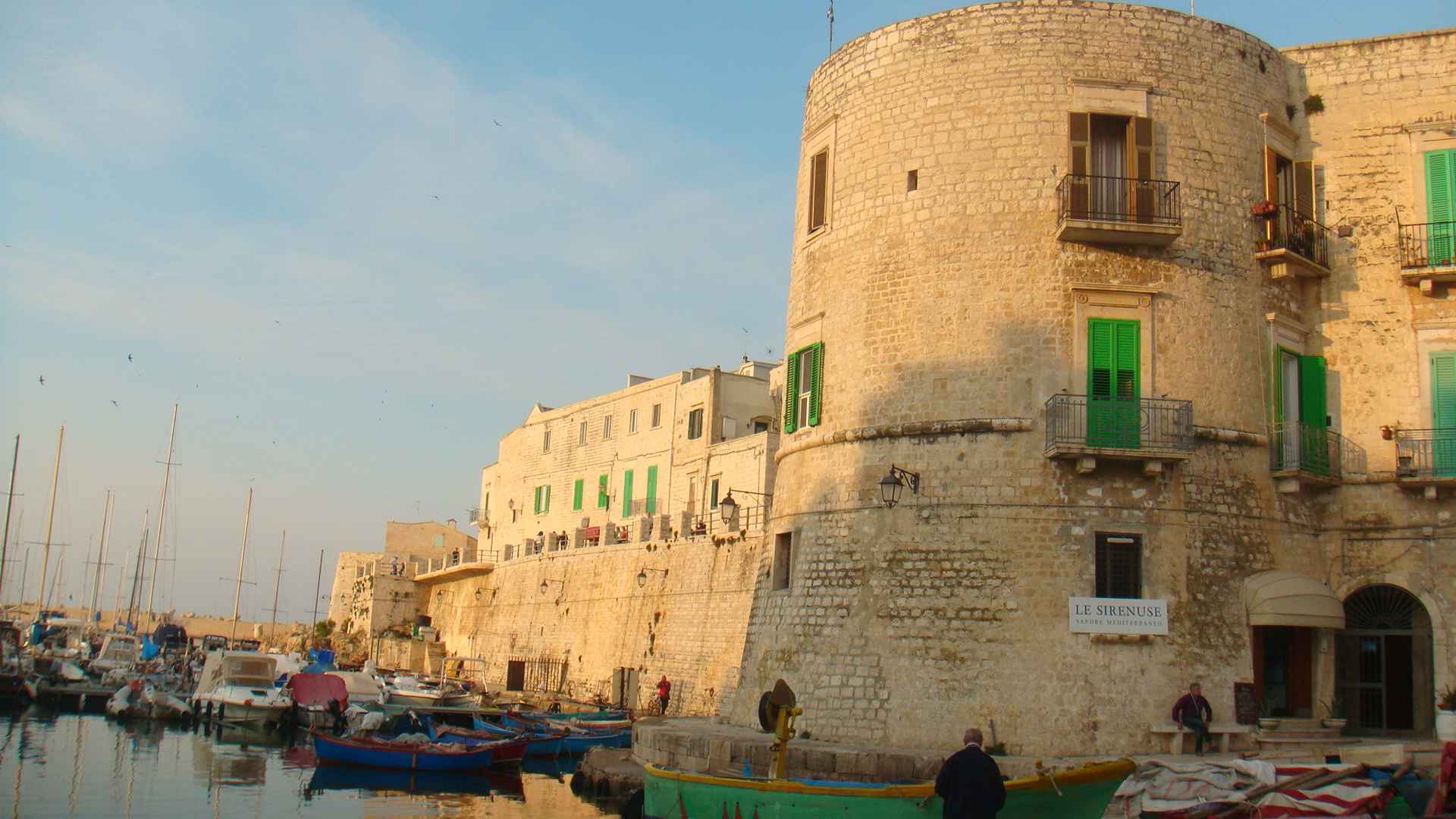
Porto di Giovinazzo e il Tamburo

## Monumenti e luoghi d'interesse
- L'"Arco di Traiano", dall'imperatore che avrebbe fatto rinforzare la cinta difensiva della città, è una delle antiche porte del borgo: ha due archi ogivali su capitelli retti da quattro colonne miliari della via Traiana (che però non passava da questo centro);
- Piazza Vittorio Emanuele II dalla forma trapezoidale, al cui centro sorge la fontana dei tritoni, costruita da Tommaso Piscitelli nel 1933;
- Torrione Aragonese, detto u tammurre in dialetto locale, a causa della sua forma rotondeggiante che ricorda un tamburo; è visibile dal porto di Giovinazzo;

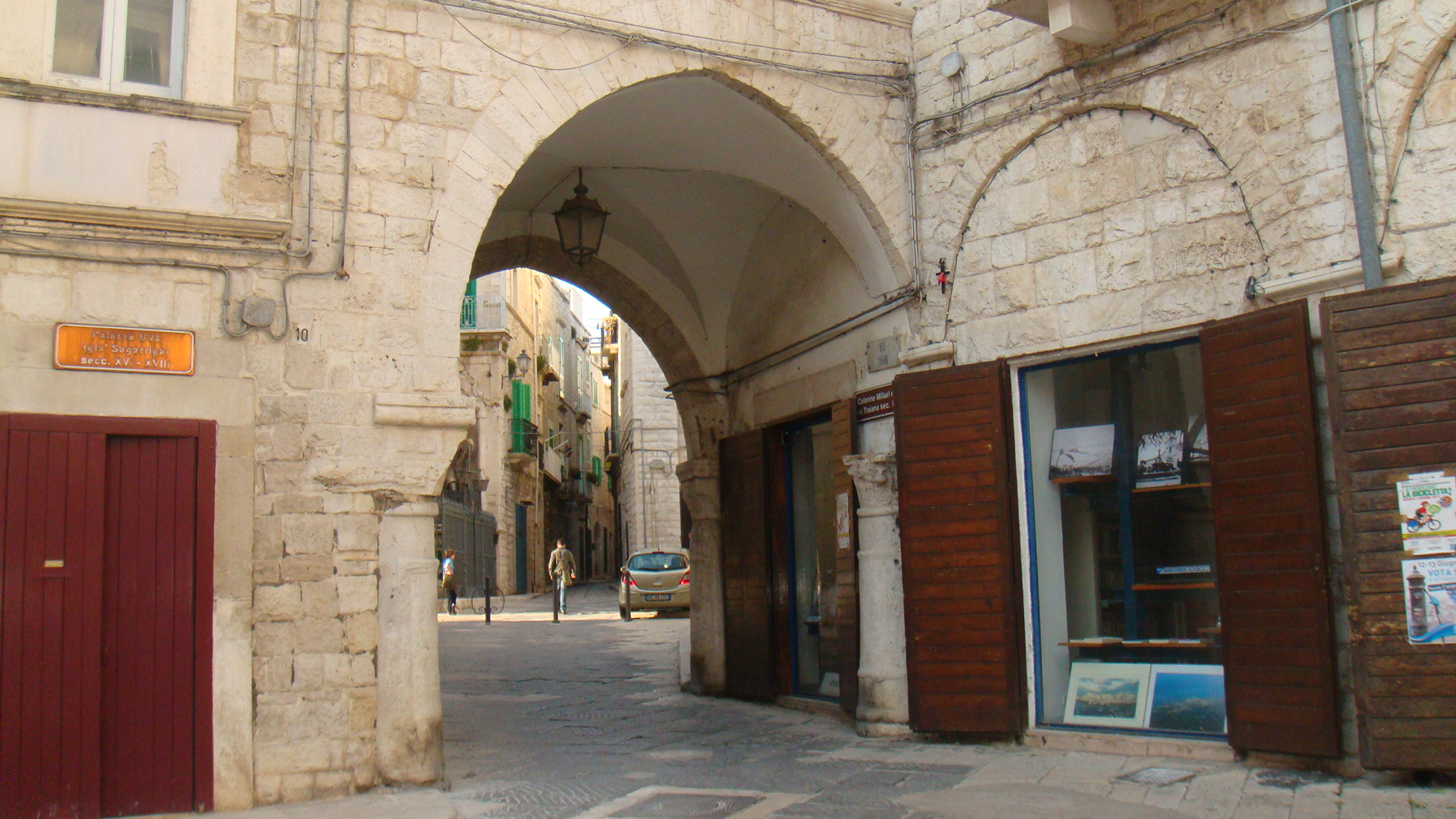
Arco di Traiano

- Mura aragonesi con il Fortino.

### Architetture religiose
- Concattedrale di Santa Maria Assunta, costruita nel 1113 in stile romanico pugliese, con elementi normanni ed orientali; consacrata nel 1283. Fu rimaneggiata nel 1747, ma conserva un portale ogivale sul fianco destro e la bellissima parte absidale chiusa tra due campanili; all'interno, trasformato in periodo tardo barocco, la tavola duecentesca della Madonna di Corsignano, resti del pavimento musivo originale (secolo XII), tavola quattrocentesca col Redentore, arredi liturgici medievali e la cripta romanica; all'interno l'abside rivestito nel 1676 dalle tele del pittore giovinazzese Carlo Rosa; il Cappellone del Sacramento marmoreo disegnato da Gennaro Sammartino nel 1768 e fonte battesimale del 1758;
- Chiesa del Carmine, costruita nell'XI secolo;
- Chiesa di San Francesco, (detta anche di San Giovanni Battista) costruita nell'XI secolo e rinnovata nel XIX secolo e monastero delle Benedettine;
- Chiesa di San Lorenzo, costruita nel XIV secolo;
- Chiesa dello Spirito Santo, esempio tardo (1385-95) degli edifici sacri a due cupolette in asse; le calotte interne sono racchiuse in tamburi coperti da strutture piramidali, una a base ottagonale, le altre a base quadrata. Sono state realizzate alla maniera dei trulli con il sistema a lastre di pietra sovrapposte detto "a chiancarelle".; ha, inoltre, un portale ogivale sormontato da baldacchino; all'interno tavola bizantineggiante con la Madonna del Mutuo Soccorso attribuita a Angelo Bizamano (inizi del Cinquecento);
- Chiesa Santa Maria di Costantinopoli (o di San Rocco), edificata nel 1528 sul suolo ove prima era l'antico Seggio dei Nobili. La chiesa presenta un bel rosone, nonché in basso, in una ampia nicchia, la mastodontica statua di san Cristoforo, opera di Antonio Altieri, scultore locale;
- Chiesa di Santa Maria degli Angeli, costruita alla fine del XVII secolo, con interessanti dipinti all'interno, mentre all'esterno presenta, oltre al portale con un timpano circolare, un'ampia ed elegante finestra a ventaglio e un campanile quadrangolare;
- Convento dei Padri Domenicani, edificato nel 1703 ad opera del primicerio Giuseppe Buonomo, che dispose ingenti ricchezze per la sua fondazione. Dopo la soppressione degli ordini religiosi (1809), la proprietà passò al demanio e Gioacchino Murat concesse nel 1813 che l'edificio ospitasse un Ospizio di beneficenza. In seguito Ferdinando I di Borbone, tornato sul trono, confermò tale concessione con decreto regio del 1818. Con l'Unità d'Italia venne riformato e rinominato Ospizio Vittorio Emanuele II. In origine il complesso edilizio era di vastissime dimensioni, contando centinaia di ambienti, per un totale di oltre tredicimila metri quadrati. All'interno della chiesa, che ha un'alta facciata rifatta nel 1885, dipinto con San Felice di Lorenzo Lotto;
- Chiesa di Sant'Agostino, voluta dai Generali dell'ordine Agostiniano Felice Leone, poi vescovo di Avellino e Agostino Gioia, costruita nel XVIII secolo, con doppia cupola di Giuseppe Mastropasqua (1840 circa) e bell'interno a croce greca decorato di stucchi;
- Chiesa del Santissimo Crocifisso, costruita durante il XIV secolo e poi ampliata ed ingrandita nel XVI secolo con altri lavori intervenuti nel secolo scorso, è situata nei pressi del cimitero cittadino, conserva all'interno un Crocifisso miracoloso ritrovato in mare nel luogo dove poi venne edificata la chiesa. La chiesa ed il convento annesso è affidata all'Ordine dei Frati Minori Cappuccini della Provincia di Puglia. All'interno del convento si preparano alla vita religiosa i giovani della Comunità di Accoglienza Vocazionale dell'Ordine;
- Chiesa dell'Immacolata concezione, di recente costruzione sita nella zona 167;
- Chiesa di San Felice, che a fine '800 fu adibita a mercato ortofrutticolo; recentemente restaurata, è diventata centro di attività culturali;
- Chiesa di San Carlo (ex chiesa di Sant'Andrea), edificata prima del Mille. All'interno delle tele con l'Annunciazione e san Carlo, opere del de Musso;
- Chiesa del Carminiello, costruita nel 1638, è situata accanto alla moderna chiesa di san Giuseppe.

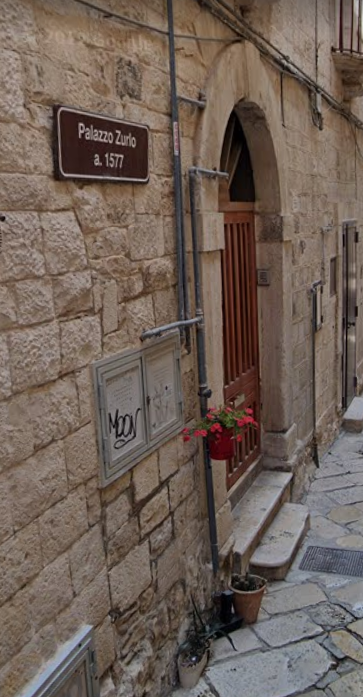
Ingresso del palazzo Zurolo o Zurlo, recante un’insegna indicante il suo anno di fondazione (1557)

- Chiesa di San Domenico edificata nel 1704 e inserita nell'antico convento domenicano. Conserva importanti opere come  “Cacciata dal tempio” di De Musso e di Lorenzo Lotto raffigurante San Felice in cattedra.[9]

### Palazzi
- Palazzo Sagarriga-Spinelli (XIII-XIV sec.), con scalinate e terrazze barocche balaustrate sulla corte interna e torre medievale;
- Palazzo Griffi-Castiglia (XIV sec.);
- Palazzo Vescovile (XIV sec);
- Palazzo Saraceno-Donnanno (XIV-XVII sec.), con basamento a bugne;
- Palazzo Lupis-di Forlocco (XVI sec.);
- Palazzo Severo Vernice (secolo XVI), dimora nobiliare contenente una preziosa lapide del XIII secolo;
- Palazzo Framarino dei Malatesta da Rimini (XIV - XIX sec.);
- Palazzo Zurlo (XVI sec.);
- Palazzo Paglia (XVI sec.);
- Palazzo ducale famiglia Giudice duchi di Giovinazzo e principi di Cellamare (1657); palazzo/castello a forma quadrangolare edificato nel 1659 dall'architetto napoletano Francesco Antonio Picchiatti su commissione del principe Nicolò Giudice; monumentale portale delimitate da lesene e bugne alterne che immette in un grande androne e nella vasta corte interna del palazzo; la facciata a nord si affaccia sul mare e fu edificata sulle antiche mura del paese; questa facciata presenta una lunghissima balconata balaustrata in pietra di affaccio sul mare.
- Palazzo Rucci-Gramegna (XVII sec.);
- Palazzo Spinelli-de Ritiis-Fenicia (XVII sec.);
- palazzo Tedeschi-Saraceno (XVII sec.);
- Palazzo de Martino (XVII sec.);
- Palazzo Messere (XIX sec);
- Palazzo Siciliano marchese di Rende (prima metà del XIX secolo),in stile neoclassico, con colonnato in stile ionico, progettato da Giuseppe Mastropasqua.

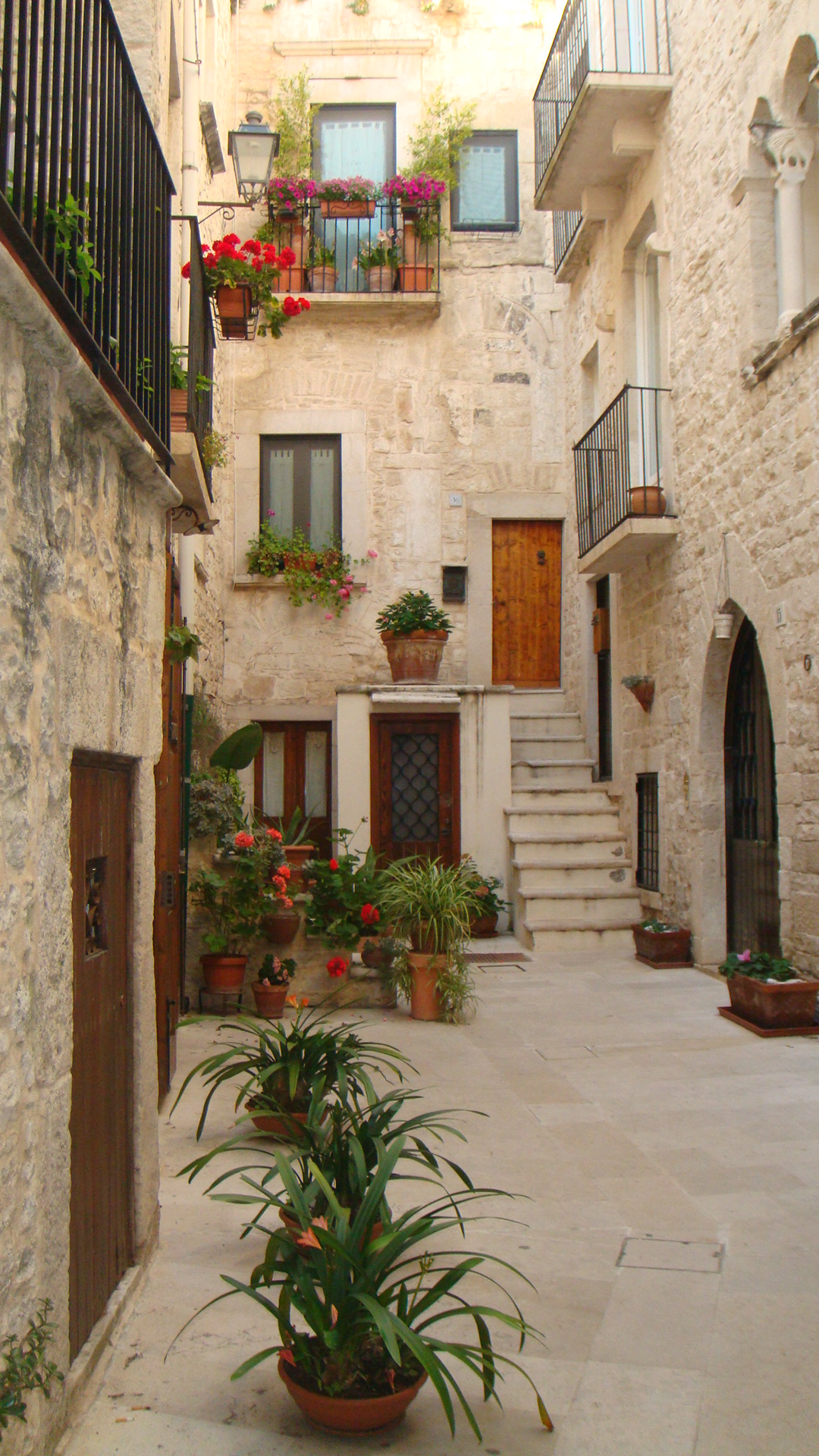
Paese vecchio, Vico Freddo

### Chiese rurali
- Chiesa della Madonna della Misericordia, poco fuori Giovinazzo, sorge su una chiesa medievale dedicata a San Pantaleo e distrutta, per essere poi ricostruita nel 1624.
- Chiesetta di San Pietro Pago, antichissima, in condizione di rudere;
- Chiesetta di Sant'Eustachio (secolo XI), a due cupolette in asse e alto campanile;
- Chiesetta di San Basilio (secolo XI-XIII);
- Cappella di Santa Maria del casale di Corsignano (detta anche del Padre Eterno), di origine medievale, meta di fedeli;
- Padre Eterno;
- Chiesetta di San Francesco;
- Chiesa di Santa Lucia;
- Chiesetta di San Basilio.

### Altro
- Un dolmen dal nome san Silvestro; apparentemente sembrano due perché una ruspa involontariamente lo tagliò in due;
- Torre Gavetone, torre costiera di avvistamento anti-saraceno;
- Villa Frammarino dei Malatesta (XIX sec.);
- Villa Giudice di Cellamare (XVII sec.);
- Masseria e Torre Rufolo di Ravello (XIII sec.).

## Società

### Evoluzione demografica
Abitanti censiti

### Etnie e minoranze straniere
Al 31 dicembre 2023 la popolazione straniera era di 374 persone, pari all'1,87% della popolazione.

## Cultura
Nel dicembre 2016 è stata inaugurata la Cittadella della Cultura, con sede nell'ex convento di S. Agostino, edificato alla fine del '500 e passato al Comune dopo la soppressione della comunità di S. Agostino a Giovinazzo nel 1866. La chiesa di S. Agostino (voluta dai generali dell'ordine Agostiniano Felice Leone, poi vescovo di Avellino e Agostino Gioia) anche nota per i cicli di affreschi situati sulla cupola di Giuseppina Pansini (1892-1985) raffiguranti diversi momenti della vita del santo. S. Agostino In precedenza era usata come scuola media, ma oggi la struttura ospita la Biblioteca comunale con diverse sale di lettura. Inoltre la struttura ospita iniziative culturali del SAC (Sistema Ambientale e Culturale) Nord Barese, che raggruppa i comuni di Bari, Bitonto, Molfetta e Terlizzi e del GAL (Gruppo di Azione Locale) Fior d'olivi.
La biblioteca è intitolata a don Filippo Roscini (1918-1992), storico e letterato giovinazzese, il quale ha donato al comune un fondo di 2500 volumi, completato da un ulteriore fondo acquistato dal comune.

### Musica
Giovinazzo ospitava (fino al 2017) il Giovinazzo Rock Festival nato alla fine degli anni novanta del XX secolo dall'iniziativa di un gruppo di giovani e dell'Assessorato alla Cultura del Comune. Dal 2005 è organizzato dall'associazione A.R.C.I. Tressett. Tradizionalmente si svolge nell'ultimo fine settimana di luglio all'interno dell'Area Mercatale, con ingresso gratuito. Il Giovinazzo Rock Festival è inserito e riconosciuto nel circuito nazionale dei Festival musicali, anche grazie alla partecipazione a diverse edizioni del Meeting delle Etichette Indipendenti. Nel corso degli anni ha ospitato più di 180 band tra cui Caparezza, Giuliano Palma & The Bluebeaters, Marlene Kuntz, Dirty Beaches (Canada), Bandabardò, dEUS (Belgio), Africa Unite, Blonde Redhead(USA), Nada feat. The Zen Circus, Fujiya & Miyagi (UK), Casino Royale, Il Teatro degli Orrori, Linea 77, Brunori sas, Aucan, Summer Camp (UK), Punkreas, Après La Classe, Calibro 35, Tre Allegri Ragazzi Morti, Offlaga discopax, Giorgio Canali, Ministri, Paul Gillman (Venezuela), Motel Connection, A Toys Orchestra, Almamegretta, Zola Blood, James Senese, Mad Professor, Diaframma.
Il festival, tenutosi fino al 2017 a Giovinazzo ha avuto luogo nel 2018 presso l'Eremo Club. In occasione del ventesimo anno di vita ha luogo presso il comune di Bitonto per un'edizione speciale con il nome:" Grf Special edition ", mantenendo nell'acronimo della lettera G il nome del paese dove è nato.

### Cinema
Giovinazzo è stata scelta come ambientazione di produzioni cinematografiche, fra le quali Tutto l'amore che c'è (2000) e L'uomo nero (2009), entrambi diretti dal pugliese Sergio Rubini; La ricotta e il caffè e Nomi e cognomi di Sebastiano Rizzo; La ragazza dei miei sogni di Saverio Di Biagio; Un pesce di nome Pio di Davide Minnella; Controra di Rossella De Venuto; L'Ariamara di Mino Barbarese.

### Eventi
I fuochi di Sant’Antonio Abate rappresentano un tradizionale evento giovinazzese che si svolge la domenica successiva alla celebrazione della solennità di Sant'Antonio Abate (il 17 gennaio). La tradizione interessa e coinvolge gran parte del tessuto sociale della città (associazioni, parrocchie, cittadini) che si organizzano con l'accensione di falò (i cosiddetti fuochi) per le vie della città. Nella piazza principale, oltre alla consueta realizzazione del falò principale, si svolge il tradizionale concerto di musica folk. Leggenda e storia si fondono in questo evento che segna l’inizio del Carnevale. Da qui il detto giovinazzese “Sant’Antonio maschere e suoni”. L’accensione dei falò è legata alla figura di Sant’Antonio Abate, eremita del II secolo, protettore degli animali domestici e legato al culto del fuoco. I falò rappresentano un'occasione per assaporare e gustare i cibi semplici della tradizione contadina: le olive e le fave che vengono cotte lentamente al calore del fuoco in contenitori di terracotta (pignate) come avveniva in passato.

### Trasporti
Sul territorio è presente la stazione di Giovinazzo, sulla linea ferroviaria Adriatica.

## Amministrazione
Di seguito viene mostrato l'elenco dei sindaci, podestà e commissari della città di Giovinazzo a partire dal 1807 fino ad oggi.
 Regno di Napoli (periodo napoleonico 1806-1815)
| Periodo       | Periodo       | Primo cittadino             | Partito | Carica  | Note                                           |
| ------------- | ------------- | --------------------------- | ------- | ------- | ---------------------------------------------- |
| Maggio 1807   | aprile 1808   | Nicola Antonio Giuliodibari |         | sindaco | Giurista. Confermato dal Re Giuseppe Bonaparte |
| maggio 1808   | gennaio 1809  | Gabriele Sagarriga          |         | sindaco |                                                |
| febbraio 1809 | gennaio 1810  | Saverio Cervone             |         | sindaco |                                                |
| gennaio 1810  | gennaio 1811  | Gaetano Casaburi            |         | sindaco |                                                |
| febbraio 1811 | dicembre 1812 | Domenico Bellacosa          |         | sindaco |                                                |
| gennaio 1813  | febbraio 1815 | Giuseppe Siciliano          |         | sindaco |                                                |

 Regno delle Due Sicilie (1816-1861)
| Periodo       | Periodo       | Primo cittadino                                           | Partito | Carica    | Note |
| ------------- | ------------- | --------------------------------------------------------- | ------- | --------- | ---- |
| marzo 1815    | marzo 1816    | Giuseppe Framarino                                        |         | sindaco   |      |
| marzo 1816    | gennaio 1819  | Francesco Saverio Palombella                              |         | sindaco   |      |
| gennaio 1819  | dicembre 1821 | Gabriele Sagarriga                                        |         | sindaco   |      |
| gennaio 1822  | dicembre 1822 | Giuseppe Ignazio Donnanno                                 |         | sindaco   |      |
| gennaio 1823  | gennaio 1828  | Francesco Fanelli                                         |         | sindaco   |      |
| gennaio 1828  | dicembre 1830 | Giuseppe Fanelli                                          |         | sindaco   |      |
| gennaio 1831  | marzo 1832    | le funzioni di sindaco furono esercitate da tre decurioni |         | decurioni |      |
| marzo 1832    | gennaio 1836  | Giovanni Maria Siciliano                                  |         | sindaco   |      |
| febbraio 1836 | luglio 1840   | Giuseppe Fanelli                                          |         | sindaco   |      |
| agosto 1840   | aprile 1845   | Gabriele Sagarriga                                        |         | sindaco   |      |
| aprile 1845   | gennaio 1846  | Giuseppe Siciliano                                        |         | sindaco   |      |
| febbraio 1846 | febbraio 1851 | Francesco Siciliano                                       |         | sindaco   |      |
| febbraio 1851 | dicembre 1854 | Francesco Fanelli                                         |         | sindaco   |      |
| gennaio 1855  | agosto 1859   | Ignazio Framarino                                         |         | sindaco   |      |
| agosto 1859   | agosto 1860   | Luciano Severo                                            |         | sindaco   |      |

 Regno d'Italia (1861-1946)
| Periodo        | Periodo        | Primo cittadino                                         | Partito | Carica            | Note |
| -------------- | -------------- | ------------------------------------------------------- | ------- | ----------------- | ---- |
| agosto 1860    | agosto 1861    | Ferdinando Fenicia                                      |         | sindaco           |      |
| agosto 1861    | maggio 1864    | Giovanni Siciliano                                      |         | sindaco           |      |
| maggio 1864    | gennaio 1870   | Michele Siciliano                                       |         | sindaco           |      |
| gennaio 1870   | settembre 1870 | Vincenzo Lapalombella                                   |         | sindaco           |      |
| settembre 1870 | gennaio 1873   | Michele Siciliano                                       |         | sindaco           |      |
| gennaio 1873   | agosto 1877    | Michele Colamaria                                       |         | sindaco           |      |
| settembre 1877 | maggio 1881    | le funzioni di sindaco furono assunte da vari assessori |         | assessori         |      |
| maggio 1881    | gennaio 1884   | Giuseppe Santoro                                        |         | sindaco           |      |
| febbraio 1884  | febbraio 1890  | Andrea Daconto                                          |         | sindaco           |      |
| febbraio 1890  | maggio 1910    | Filippo Marziani                                        |         | sindaco           |      |
| dicembre 1910  | gennaio 1911   | Vito Framarino                                          |         | sindaco           |      |
| gennaio 1911   | febbraio 1914  | Giuseppe Palombella                                     |         | sindaco           |      |
| febbraio 1914  | agosto 1914    | Giuseppe Ruggeri                                        |         | commissario pref. |      |
| agosto 1914    | dicembre 1917  | Giovanni Lorusso                                        |         | sindaco           |      |
| marzo 1918     | ottobre 1918   | Donato D'Agostino                                       |         | sindaco           |      |
| maggio 1919    | ottobre 1920   | De Mattia Aniello                                       |         | commissario pref. |      |
| ottobre 1920   | dicembre 1926  | Ruggero Messere                                         |         | sindaco           |      |

Istituzione dell'ordinamento podestarile (1926-1946)
| Periodo        | Periodo        | Primo cittadino     | Partito                    | Carica            | Note |
| -------------- | -------------- | ------------------- | -------------------------- | ----------------- | ---- |
| gennaio 1927   | febbraio 1927  | Fulvio Forti        |                            | commissario pref. |      |
| febbraio 1927  | maggio 1928    | Nicola Amendolagine | Partito Nazionale Fascista | podestà           |      |
| maggio 1928    | agosto 1928    | Tommaso Colamaria   |                            | commissario pref. |      |
| agosto 1928    | maggio 1929    | Tommaso Pavone      |                            | commissario pref. |      |
| maggio 1929    | settembre 1933 | Domenico Maldarelli | Partito Nazionale Fascista | podestà           |      |
| settembre 1933 | dicembre 1933  | Giorgio Travi       |                            | commissario pref. |      |
| dicembre 1933  | ottobre 1934   | Carlo De Anna       |                            | commissario pref. |      |
| ottobre 1934   | aprile 1937    | Francesco Curatoli  | Partito Nazionale Fascista | podestà           |      |
| aprile 1937    | maggio 1940    | Nicola Scicutella   | Partito Nazionale Fascista | podestà           |      |
| maggio 1940    | agosto 1941    | Diomede Illuzzi     |                            | commissario pref. |      |
| agosto 1941    | ottobre 1943   | Francesco Messere   | Partito Nazionale Fascista | podestà           |      |
| ottobre 1943   | aprile 1944    | Nicola Marziani     |                            | commissario pref. |      |
| aprile 1944    | aprile 1946    | Salvatore Pelillo   |                            | commissario pref. |      |

 Repubblica Italiana (1946-oggi)
| Periodo          | Periodo          | Primo cittadino     | Partito                     | Carica            | Note   |
| ---------------- | ---------------- | ------------------- | --------------------------- | ----------------- | ------ |
| aprile 1946      | giugno 1952      | Vitantonio Lozupone | Democrazia Cristiana        | sindaco           |        |
| giugno 1952      | giugno 1956      | Vincenzo Rucci      | Democrazia Cristiana        | sindaco           |        |
| giugno 1956      | dicembre 1960    | Giuseppe Camporeale | Democrazia Cristiana        | sindaco           |        |
| dicembre 1960    | gennaio 1965     | Tommaso Colamaria   | Democrazia Cristiana        | sindaco           |        |
| gennaio 1965     | dicembre 1968    | Giuseppe Desantis   | Democrazia Cristiana        | sindaco           |        |
| dicembre 1968    | luglio 1970      | Egidio Ceglie       |                             | commissario pref. |        |
| luglio 1970      | ottobre 1972     | Giuseppe Amoia      | Democrazia Cristiana        | sindaco           |        |
| ottobre 1972     | settembre 1975   | Luigi Scivetti      | Democrazia Cristiana        | sindaco           |        |
| settembre 1975   | dicembre 1975    | Giorgio Tournier    | Partito Comunista Italiano  | sindaco           |        |
| gennaio 1976     | gennaio 1990     | Francesco Milillo   | Democrazia Cristiana        | sindaco           |        |
| 1º febbraio 1990 | 18 luglio 1990   | Antonio Nunziante   |                             | commissario pref. | [ 19 ] |
| 18 luglio 1990   | 28 novembre 1992 | Tonino Berardi      | Democrazia Cristiana        | sindaco           | [ 19 ] |
| 8 dicembre 1992  | 12 gennaio 1995  | Saverio Andriano    | Partito Socialista Italiano | sindaco           | [ 19 ] |
| 24 gennaio 1995  | 24 aprile 1995   | Pasquale Stufano    | Democrazia Cristiana        | sindaco           | [ 19 ] |

Elezione diretta del Sindaco (1993-oggi)
| Periodo        | Periodo        | Primo cittadino         | Partito                   | Carica            | Note   |
| -------------- | -------------- | ----------------------- | ------------------------- | ----------------- | ------ |
| 10 maggio 1995 | 3 marzo 1997   | Ruggero Iannone         | Alleanza Nazionale        | sindaco           | [ 19 ] |
| 3 marzo 1997   | 12 maggio 1997 | Francesco Cappetta      | commissario pref.         | [ 19 ]            |        |
| 13 maggio 1997 | 19 giugno 2000 | Giuseppe Illuzzi        | Partito Popolare Italiano | sindaco           | [ 19 ] |
| 19 giugno 2000 | 28 maggio 2001 | Giuliana Perrotta       |                           | commissario pref. | [ 19 ] |
| 28 maggio 2001 | 4 giugno 2001  | Antonio Natalicchio     | Democratici di Sinistra   | sindaco           | [ 19 ] |
| 4 giugno 2001  | 28 maggio 2002 | Maria Filomena Dabbicco |                           | commissario pref. | [ 19 ] |
| 28 maggio 2002 | 11 giugno 2007 | Antonio Natalicchio     | Democratici di Sinistra   | sindaco           | [ 19 ] |
| 11 giugno 2007 | 23 maggio 2012 | Antonio Natalicchio     | Partito Democratico       | sindaco           | [ 19 ] |
| 23 maggio 2012 | 11 maggio 2017 | Tommaso De Palma        | lista civica              | sindaco           | [ 19 ] |
| 11 maggio 2017 | 26 maggio 2022 | Tommaso De Palma        | Lista civica              | Sindaco           | [ 19 ] |

### Gemellaggi
- Guastalla, dal 1986
- Leichhardt

## Sport

### Calcio
- Polisportiva Giovinazzo - Società a carattere giovanile.

Calcio a 5
- Il Gruppo Sportivo Giovinazzo Calcio a 5, militante per la stagione sportiva 2020/2021 in serie A2 , vanta nella sua storia altre tre partecipazioni al campionato di serie A2.

### Hockey
La squadra del Giovinazzo di hockey su pista milita in serie A1. Nella stagione 1979/80 ha vinto lo scudetto e la Coppa delle Coppe; è stata la prima squadra Italiana a vincere una coppa Europea. Per molti anni è stata il centro dell'hockey italiano con diversi hockeisti di Giovinazzo chiamati a far parte della nazionale italiana. Vanta uno dei più appassionati pubblici a livello nazionale ed europeo, anche per numero di spettatori che seguono la squadra in casa e fuori.

### Pallavolo
- A.S.D. Pallavolo Giovinazzo 1968 - Militante in serie B
- A.S. Volley è vita Giovinazzo - Militante in serie d

### Basket
La squadra del A.S.D. Fidens Giovinazzo milita nel campionato di Promozione Puglia

### Tennis
La squadra del Tennis Marcello Renna Giovinazzo milita nel campionato di serie C maschile.

### Pattinaggio artistico
La squadra "A.S.D. A.S.P.A. Giovinazzo" milita nei campionati provinciali, regionali e nazionali FIHP.

### Atletica
ASD BIANCOVERDE GIOVINAZZO.
ATLETICA FIAMMA GIOVINAZZO CAR.

### Pallanuoto
La SSD NETIUM GIOVINAZZO milita nel campionato di Serie D